# Isabel I của Castilla
Isabel I của Castilla (tiếng Tây Ban Nha: Isabel I de Castilla; tiếng Bồ Đào Nha: Isabel I de Castela; tiếng Anh: Isabella of Castile; tiếng Đức: Isabella I. von Kastilien; tiếng Pháp: Isabelle Ire de Castille; 22 tháng 4 năm 1451 — 26 tháng 11 năm 1504), hay còn được gọi là Isabel la Católica (Isabel Công giáo), là Nữ vương của Vương quốc Castilla và León và là một trong những quân chủ vĩ đại nhất của lịch sử Tây Ban Nha. Cùng với chồng, Ferrando II của Aragón, bà đã có công trong việc mang lại sự ổn định cho các vương quốc này, làm cơ sở cho việc thống nhất Tây Ban Nha bởi người cháu ngoại của hai người là Hoàng đế Karl V của Thánh chế La Mã.
Sau khi giành được quyền kế vị, bà đã cải tổ lại bộ máy hành chính của Castilla, đem tỉ lệ tệ nạn xuống mức thấp nhất trong nhiều năm qua. Bà cũng cố gắng xoay trở xóa đi số nợ quốc gia khổng lồ mà người anh của bà, Enrique IV của Castilla, đã để lại khi qua đời. Sự cải cách của bà cùng chồng mình, Ferrando II xứ Aragón, đã giúp sự liên minh giữa Castilla và Aragón thêm lớn mạnh, mở rộng thêm tầm ảnh hưởng ra bên ngoài. Bà cùng chồng mình được biết đến nhiều vì công cuộc khép tội những người Do Thái và người Hồi giáo trên liên bang 2 vương quốc, buộc tội họ trước Tòa án dị giáo hoặc là phải cải đạo Cơ-đốc, hoặc là bị trục xuất khỏi vùng đất này. Trong chuyến hành trình đi tìm Tân thế giới của Cristoforo Colombo năm 1492, sự kiện này mở đầu căn bản biến Tây Ban Nha trở thành một cường quốc có ảnh hưởng toàn cầu và đến toàn bộ Châu Âu trong suốt hơn 1 thế kỷ. Trong một số trường hợp, bà thậm chí còn có quyền lực hơn cả chồng mình, và thường được xem là một trong những người phụ nữ quyền lực nhất trong lịch sử Châu Âu.
Vì những chiến công bảo vệ Công giáo trước Hồi giáo, điển hình là chiến thắng vang dội trước Vương quốc Hồi giáo Granada, Isabel cùng chồng mình đã được Giáo hoàng Alexanđê VI phong làm Quân chủ Công giáo, the Catholic, và hai vợ chồng bà trở thành Song vương có danh tiếng nhất thế giới Công giáo khi ấy. Năm 1974, bà được phong tước hiệu Tôi tớ Chúa (Servant of God) bởi Giáo hội Công giáo La Mã, nhưng vẫn chưa được phong làm Á thánh, theo yêu cầu của Tín ngưỡng tôn giáo Jesus.

## Thân thế

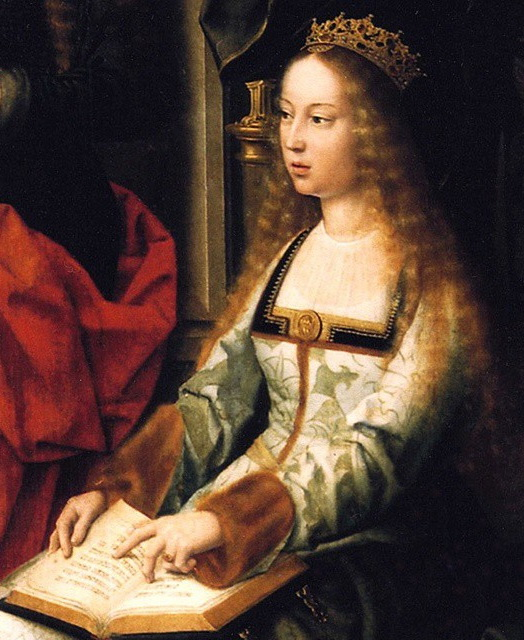
Isabel lúc thiếu thời.

Isabel sinh vào ngày 22 tháng 4 năm 1451 tại Madrigal de las Altas Torres, Ávila, là con gái của Quốc vương Juan II và Vương hậu Isabel của Bồ Đào Nha. Bà được mô tả có dáng người khá bệ vệ và khỏe mạnh, nước da trắng sáng, mái tóc có màu trộn lẫn giữa màu dâu tây lai vàng và nâu vàng. Tuy nhiên, hầu hết các tranh chân dung vẽ bà đều có tóc màu ngăm đen.
Khi sinh ra, Isabel nằm thứ 2 trong danh sách thừa kế, chỉ sau người anh trai cùng cha khác mẹ là Enrique IV của Castilla. Enrique khi đó đã 26 tuổi, dù đã kết hôn nhưng chưa có con. Ngày 17 tháng 11, năm 1453, em trai ruột của Isabel là Alfonso, Thân vương xứ Asturias sinh ra, nằm thứ 3 trong danh sách thừa kế sau chị là Isabel.
Năm 1454, Quốc vương Juan II thăng hà, Henry IV kế vị. Isabel cùng mẹ và em trai nằm dưới sự quản lý của Enrique IV, không lâu sau họ chuyển ra sinh sống tại Arévalo. Điều kiện sinh sống của cả ba mẹ con rất tệ, vì anh trai bà Henry IV không tuân theo di mệnh của vua cha là đảm bảo cho 3 mẹ con không thiếu thốn về tài chính vật chất. Dù vậy, dưới sự chăm sóc của mẹ bà, Isabel vẫn được hưởng một chế độ giáo dục cao và có một lòng mộ đạo sâu sắc.
Từ khi sinh ra đến khi cuối đời, Isabel được nhận xét là vẫn giữ một nếp sống giản dị và có quy tắc. Và dù có đối lập rất hiển nhiên với Hồi giáo, phong cách ăn mặc của bà lại theo hơi hướng của người Moor.

## Dưới triều Vua Enrique IV
Khi Vương hậu của Vua Enrique, Joana của Bồ Đào Nha đang mang thai vương nữ Juana, Isabel và Alfonso được triệu về triều đình ở Segovia và chịu sự quản lý gay gắt của Henry cho tới khi hoàn tất việc học của cả hai. Trong khi Alfonso chịu sự quản lý của một gia sư trong khi Isabel trở thành Thị nữ trong đoàn tùy tùng của Vương hậu Joan. Vì vậy, cuộc sống của Isabel được cải thiện hơn so với tình trạng khó khăn nghèo nàn trước đây, bà không phải thiếu quần áo và thức ăn như khi còn sống ở Arévalo. Bà tiếp tục hoàn thiện các kỹ năng đọc, viết, lịch sử, âm nhạc, toán học và thần học. Hằng ngày, Isabel cùng các Thị nữ của mình học tập và trau dồi lòng mộ đạo, bà rất ít khi rời khỏi Segovia vì Vua anh Henry không cho phép.
Trước nguy cơ không có con trai thừa kế, các quý tộc Castilla lo lắng và ép buộc Vua Enrique phải chỉ định người em trai khác mẹ Alfonso, cũng là em cùng mẹ của Isabel, được chỉ định làm Trữ quân. Tình hình kế vị này đã gây một sự khủng hoảng trong triều đình Vua Henry khi ấy, các lãnh chúa thậm chí còn lôi kéo, ép buộc Alfonso phải tự lập, dẫn đến Trận Olmedo thứ hai diễn ra vào năm 1467, giữa các lãnh chúa ủng hộ Alfonso với quân đội của Vua Henry. Kết quả của cuộc chiến này là sự nhượng bộ của Vua Henry, công nhận Alfonso là Trữ quân, đồng thời giao điều kiện Alfonso phải cưới con gái của ông là Juana xứ Castilla, cũng là cháu gái của Alfonso và Isabel.
Năm 1468, tháng 7, chỉ vừa vài tháng sau khi được lập làm Trữ quân, Alfonso qua đời vì bệnh cảm. Phe lãnh chúa ủng hộ Alfonso nghi ngờ Trữ quân bị hạ độc, và họ lại khơi mào một cuộc chiến khác và đề nghị Isabel trở thành Trữ quân, bởi vì Isabel có tên trong hàng ngũ thừa kế trong di chúc sớm của Vua Enrique. Isabel, thay vì công khai về phe nổi loạn, đã đến gặp Vua Enrique tại Toros de Guisando, và ngay sau đó được chỉ định làm Trữ quân thay cho vương nữ Juana của Castilla. Theo nội dung đề nghị, Isabel không được phép kết hôn khi nhà vua chưa cho phép, và nhà vua cũng không được ép buộc bà kết hôn nếu bà không muốn.

## Hôn nhân

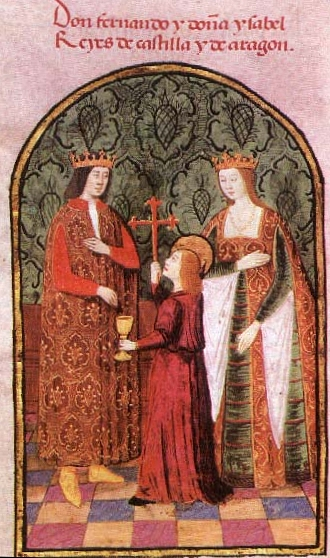
Lễ cưới lịch sử giữa Ferrando xứ Aragón và Isabel xứ Castilla.

Vấn đề hôn nhân của Isabel đã diễn ra từ rất sớm. Bà đã được đề nghị hứa hôn trên bàn cân chính trị từ khi 6 tuổi, và đối tượng chính là Ferrando, con trai của Juan, Quốc vương Navarra và cũng là người chồng tương lai của bà. Vào thời điểm ấy, Vua John và Vua Henry đang có một liên minh vững chãi và muốn củng cố thêm bằng hôn nhân. Tuy nhiên, khi anh trai của Vua Juan là Alifonso V của Aragón qua đời năm 1458, và lúc này Vua Juan của Navarra thừa hưởng Vương quốc Aragón rộng lớn cùng các lãnh địa khắp Châu Âu như Sicily và Sardinia. Với thế cục này, Vua Juan trở nên mạnh hơn và không còn thấy cần thiết khi thiết đặt liên minh với Castilla nữa.
Vua Enrique lúc này cực kỳ thèm khát một liên minh vững chắc, và ông nhắm đến người con trai cả của Vua John, Charles, Vương công xứ Viana. Vương công Charles có một mối quan hệ căng thẳng với vua cha, trong khi đó Vua John đang rất yêu thích đứa con thứ Ferdinand, và đó là lý do khiến ông muốn có một liên minh với Vua Henry để củng cố quyền lực của mình trong tương lai. Và để thiết đặt liên minh này, Charles sẽ được hứa hôn với Isabel. Vua John sau đó biết được tin về mối liên hệ này, và ông cảm thấy tức giận và bị đe dọa, do không chỉ Charles có ý chống đối, mà mối hôn nhân giữa Isabel vốn được dành cho Ferdinand - đứa con mà ông yêu thích nhất. Sau cùng, Charles bị vua cha giam cầm và chết không lâu sau.
Năm 1465, Isabel được hứa hôn cho Afonso V của Bồ Đào Nha - anh vợ của Vua Henry. Người trung gian của Vương hậu đã đến gặp Vua Henry để thiết đặt hôn nhân, song Isabel tỏ ra thận trọng và từ chối. Thời gian ấy, khắp Castilla diễn ra những cuộc nội chiến vì các lãnh chúa chỉ trích Vua Henry thiếu khả năng cai trị, và vì lý do đó mà nhà vua rất muốn cuộc hôn nhân của Isabel thành công, để có thể tạo một liên minh hùng mạnh bảo vệ ngai vàng của mình. Sau đó, Isabel được hứa hôn với Pedro Girón Acuña Pacheco, thủ lĩnh của Hội hiệp sĩ Calatrava và là anh trai của sủng thần của Vua Henry là Juan Pacheco. Thỏa thuận cuộc hôn nhân này giúp triều đình Vua Henry thoát khỏi cảnh phá sản, khi Don Pedro đồng ý hiến một lượng lớn vàng vào quốc khố. Isabel biết được tin đã rất kinh ngạc cùng sợ hãi, bà cầu nguyện trước Chúa mong sao cuộc hôn nhân này không diễn ra. Năm 1466, Don Pedro mắc một cơn bệnh lạ và qua đời, khi đang trên đường đến gặp vị hôn thê của mình.
Ngày 19 tháng 9 năm 1468, Vua Enrique chính thức làm lễ tấn phong Isabel trở thành Trữ quân của Castilla, với danh hiệu Thân vương xứ Asturias (Princess of Asturias). Bằng việc này, Vua Enrique đã chính thức không còn quyền hạn sắp đặt hôn nhân của Isabel nữa. Bắt đầu từ đây, Isabel chính thức tìm kiếm chồng của mình. Đã có một cuộc xem xét hôn nhân của Isabel với Quốc vương Edward IV của Anh, hoặc với người em trai, Richard, Công tước xứ Gloucester, nhưng điều này cũng không triển vọng cho lắm.

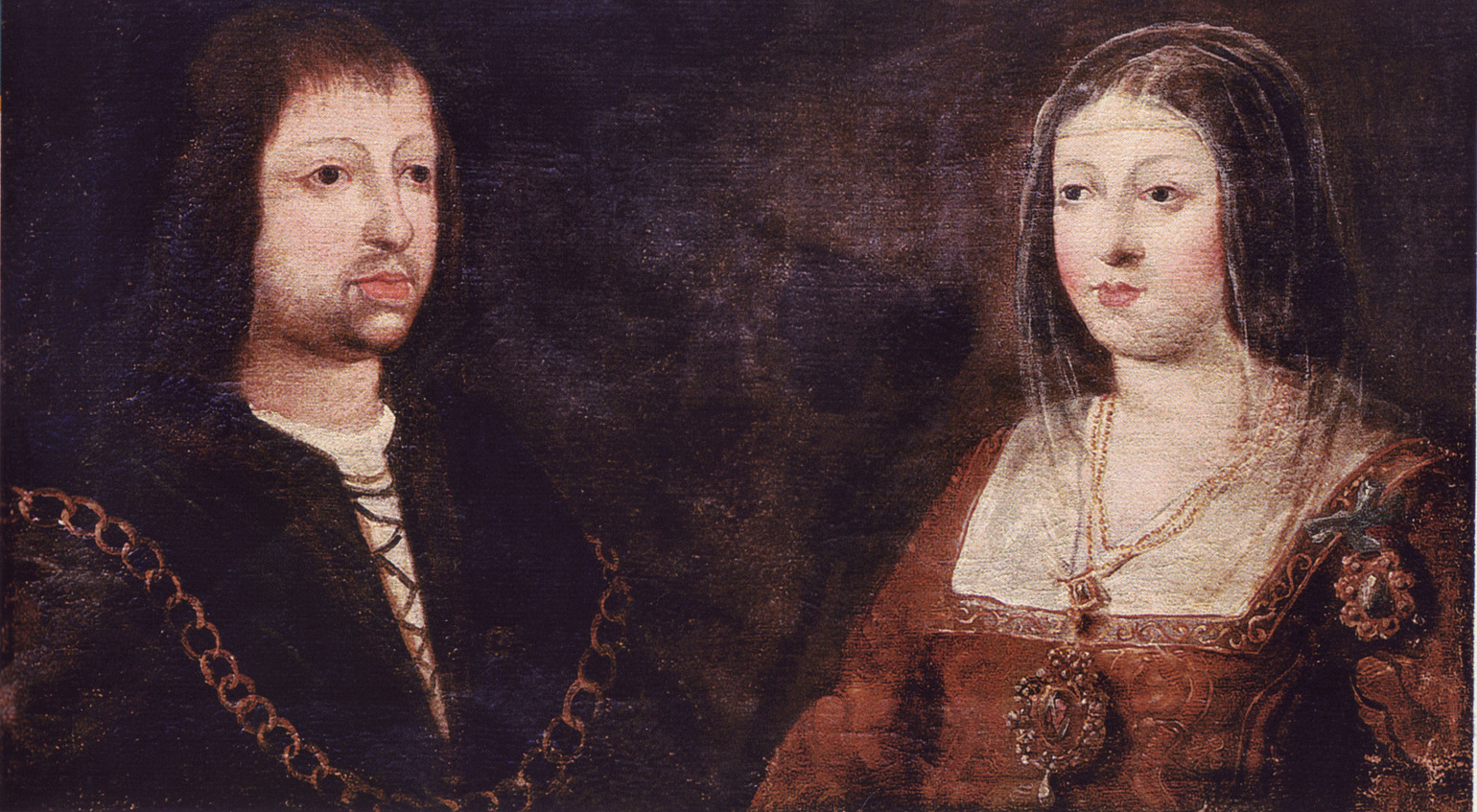
Ảnh cưới của Fernando và Isabel, vẽ vào cuối thế kỉ 15.

Vào lúc này, Vua Alfonso V của Bồ Đào Nha lại đề nghị hôn nhân, và điều này khiến Vua Henry rất vui mừng. Nếu Isabel cưới Alfonso V, thì tương lai con gái của Vua Henry là Juana sẽ cưới John, con trai và là người thừa kế của Vua Alfonso. Như vậy, tương lai cả Joanna và John sẽ kiểm soát Bồ Đào Nha lẫn Castilla, và Isabel đủ khôn ngoan nhìn thấy sự thiệt thòi của bản thân trong mối liên minh này để khước từ. Thay vào đó, bà bí mật hứa hôn với ứng cử viên đầu tiên trong đời mình, Ferdinand của Aragon. Thất bại liên tiếp trong sắp xếp hôn nhân của em gái, Vua Henry quyết định cưỡng ép Isabel cưới Charles của Pháp, Công tước xứ Berry, em trai của Quốc vương Louis XI của Pháp. Với ý định này, Vua Henry vừa muốn hàn gắng quan hệ giữa Pháp và Castilla, vừa muốn Isabel khuất mắt khỏi mình khi bà sẽ buộc phải rời Castilla mà về làm dâu xứ Pháp. Isabel cự tuyệt sắp xếp này của Vua Henry, trong khi Juan II của Aragon bắt đầu thương thảo một cuộc hôn nhân bí mật giữa Isabel và Ferdinand.
Ngày 18 tháng 10 năm 1469, lễ đính hôn chính thức diễn ra. Theo gia phổ, Isabel và Ferdinand là chị em họ cùng chung một ông cố, Juan I của Castilla, do đó phải có phép miễn trừ từ Giáo hoàng để cuộc hôn nhân có thể diễn ra và hợp pháp.
Quy trình giải trừ này luôn diễn ra rất phức tạp. Với sự giúp đỡ của một Hồng y gốc Tây Ban Nha là Rodrigo Borgia (sau là Giáo hoàng Alexanđê VI), Giáo hoàng khi ấy là Pius II đã chấp thuận cho Ferdinand và Isabel. Nhằm tránh bị dòm ngó, Isabel lấy lý do đi thăm mộ của em trai ở Ávila để đi khỏi triều đình, còn Ferdinand thì giả dạng một nô lệ trà trộn vào lãnh địa Castilla. Ngày 19 tháng 10 cùng năm, cả hai hội ngộ và lập tức tổ chức đám cưới ở Palacio de los Vivero, Valladolid.

## Cuộc chiến đầu tiên

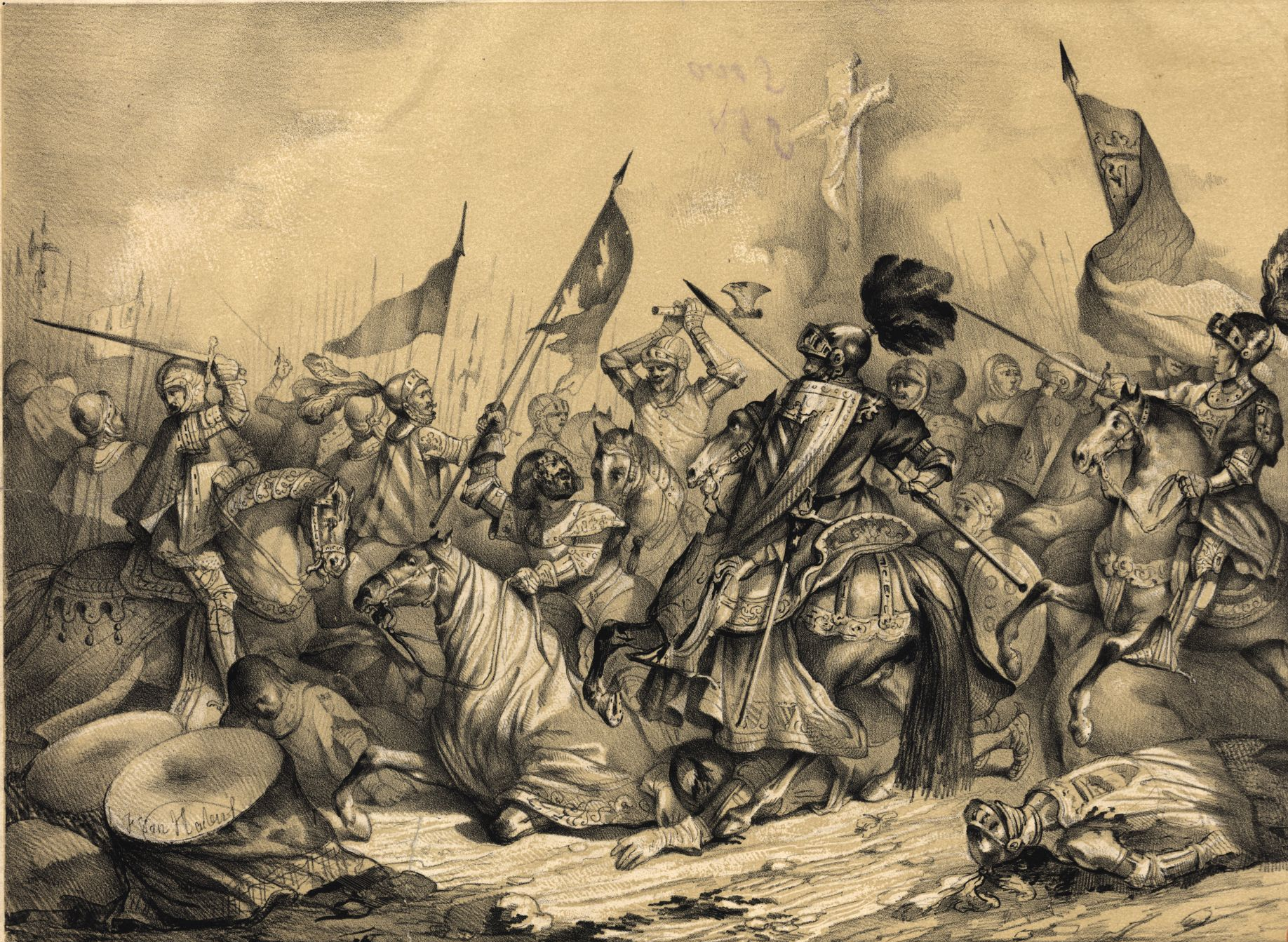
Trận chiến ở Toro, trận chiến giúp Isabel có được thế thắng ngai vàng Castilla.

Năm 1474, ngày 12 tháng 12, Vua Henry IV qua đời ở Madrid, tin tức nhanh chóng chuyển đến triều đình Segovia. Isabel nhanh chóng dời đến Lâu đài Segovia, nơi bà nhận được toàn bộ sự ủng hộ của Andres de Cabrera và các triều thần thề tận trung với bà. Ngày hôm sau, 13 tháng 12, Isabel tuyên bố trở thành Nữ vương của Castilla và León.
Sự lên ngôi của Isabel về cơ bản là đầy chông gai, đây là bởi vì con gái của Vua Henry IV, vương nữ Juana, đã trưởng thành vào thời điểm ấy, cũng như không ít người nhận thấy Isabel không thích hợp trở thành Nữ vương. Diego Lopez de Pacheco, Hầu tước Villena, đã cùng các phe phái thề tận trung với vương nữ Juana. Sau tuyên bố của Hầu tước Villena, Tổng giám mục Toledo là Alfonso Carrillo de Acuña, một người từng tận trung với Isabel đã quay ra ủng hộ vương nữ Juana và rời khỏi Segovia để về phe Hầu tước Villena. Cả hai người bày mưu vương nữ Juana sẽ kết hôn với người cậu, Vua Afonso V của Bồ Đào Nha, và sau đó cả hai sẽ đưa quân đội Bồ Đào Nha đến xâm lược Castilla để giành lại ngôi báu. Vào tháng 5 năm 1475, Vua Alfonso đem quân vượt qua biên giới Castilla và tiến đến Plasencia, nơi mà ông ta cưới vương nữ Joanna, người cháu gái chỉ mới 13 tuổi. Đó là sự khởi đầu của cuộc chiến kế vị Castilla, mà lịch sử gọi là [War of the Castilian Succession].
Ngày 1 tháng 3 năm 1476, diễn ra Trận Toro, một cuộc chiến còn gây tranh cãi vì cả hai bên đều tuyên bố mình là người thắng, song lại có ý nghĩa lịch sử trọng đại đối với Isabel và Ferdinand. Sau đó, quân đội của Joanna la Beltraneja bị giải thể, và quân Bồ Đào Nha rút lui khỏi Castilla. Nhà sử học Justo L. González tóm tắt:
Cả hai bên lập phòng tuyến đối doanh trại diện nhau ở Toro, kết quả của việc do dự tiến công. Và trong khi Quốc vương Bồ Đào Nha đang cải tổ lại quân đội, Ferdinand liền gửi tin đến khắp các thành phố ở Castilla cũng như các quốc gia lân bang, loan tin rằng quân đội của Castilla đã thắng lớn và giáng một cú vỡ mật cho quân đội Bồ Đào Nha. Đối diện với tin tức này, tập đoàn của "la Beltraneja" [Joanna] lập tức giải tán, và quân đội Bồ Đào Nha rút khỏi quốc gia này.
Chớp ngay thời cơ còn mơ hồ khi ấy, vào khoảng tháng 10 năm 1476, Isabel lập tức triệu tập đồng minh tại Segovia, tuyên bố đứa con gái đầu tiên của bà là Isabel sẽ trở thành Trữ quân của ngai vàng Castilla. Tuyên bố này đã khiến Isabel trở thành quân chủ có người thừa kế, cũng khiến quyền vị của bà được hợp pháp hóa.
Cũng trong khi ấy, vào tháng 8, ở Segovia xảy ra bạo loạn, và Isabel đã thể hiện mình là một quân chủ đầy quyền uy ngay lúc cần thiết nhất. Phiến loạn tràn vào Segovia đầy hỗn loạn, Isabel một mình cưỡi ngựa lãnh đạo quân đội bình định, vì chồng bà là Ferrando lúc này đang ở ngoài chiến đấu với quân Bồ Đào Nha. Mặc cho các cố vấn nam giới khuyên can, Isabel vẫn tự tin cưỡi ngựa vào tòa thành này, đối diện với thủ lĩnh quân phiến loạn và tiến hành thỏa hiệp, kết quả ngoài sức tưởng tượng khi quân phiến loạn nhanh chóng phục tùng và giải tán. Hai năm sau, Isabel hạ sinh người con trai mà bà yêu thương nhất, Juan của Aragón, vào ngày 30 tháng 6 năm 1478. Sự ra đời của người con trai này càng làm Isabel ở vững trên ngai vị Nữ vương.

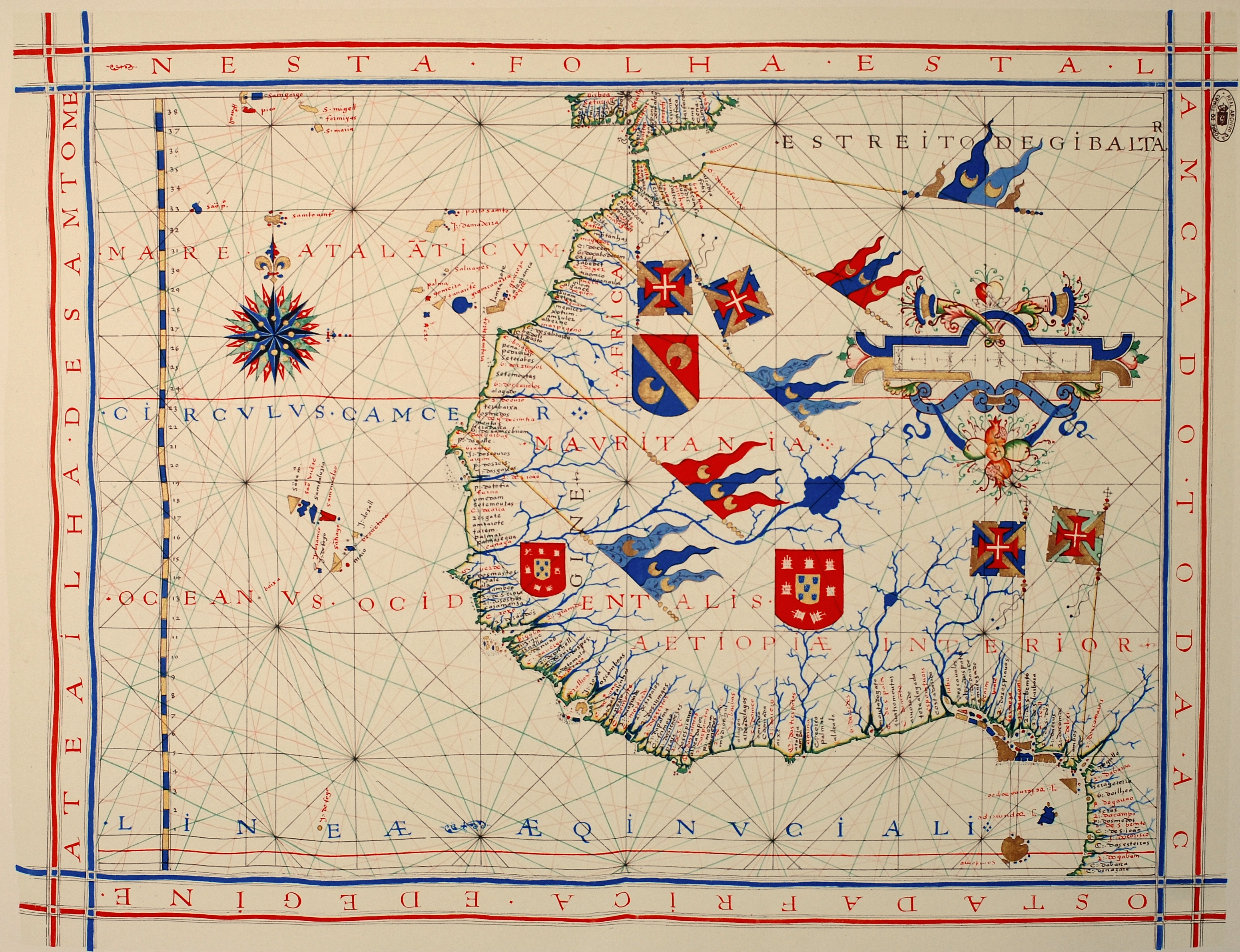
Bản đồ Bồ Đào Nha sở hữu các thuộc địa ở phía Tây của Châu Phi, vẽ ở thế kỉ thứ 16.

Trong lúc này, hạm đội hải quân Castilla và Bồ Đào Nha đang giành quyền bá chủ ở Đại Tây Dương, kéo theo việc tranh giành thành phố Guinea, nơi có nhiều vàng và nô lệ rất cần thiết khi ấy cho nền quân chủ Châu Âu. Điều này đã dẫn đến trận chiến quyết định là Trận Guinea. Cuộc chiến kéo dài 3 năm, với việc Castilla làm chủ đất liền còn Bồ Đào Nha làm chủ đại dương. Ngày 4 tháng 9 năm 1479, Hòa ước Alcáçovas được ký kết, với việc Bồ Đào Nha từ bỏ ngai vị Castilla, đổi lại Isabel chia sẻ một phần lãnh địa quanh Đại Tây Dương cho phép Bồ Đào Nha cùng khai thác (trừ khu vực Quần đảo Canaria, thì mỏ vàng của Guinea, các đảo Cabo Verde, Madeira, Azores và quyền xâm chiếm Vương quốc Fez đều thuộc về Bồ Đào Nha), cùng đền bù chiến phí khổng lồ: 106.676 đồng vàng. Isabel cũng phải chấp nhận Joanna la Beltraneja được ở lại Bồ Đào Nha, cũng như đại xá cho bất kỳ thế lực nào từng ủng hộ Joanna và Bồ Đào Nha xâm chiếm Castilla.
Với cái kết này, Isabel và Ferdinand có được ngai vàng, song đã phải từ bỏ nguồn lợi nhuận khổng lồ ở Đại Tây Dương. Nhà sử học hàn lâm Tây Ban Nha là Antonio Rumeu de Armas nhận xét bản hòa ước Alcáçovas này, hai vụ Quân chủ Công giáo đã phải "... mua hòa bình với cái giá quá chát". Về sau, chuyến du hành của Christopher Columbus đã giải tỏa áp lực này của Castilla.

## Vương hiệu
Khi còn là Nữ Thân vương xứ Asturias (Princess of Asturias), Isabel mang vương hiệu ngai vàng của Castilla, kèm theo hình hiệu chim đại bàng của Thánh sử Gioan. Khi là Nữ vương kèm Vương hậu, Isabel chia sẻ một phần vương hiệu của Ngai vàng xứ Aragon, cộng thêm cặp Cung và Tên (Yoke and arrows) như một dấu hiệu riêng. Khi là Đồng quân vương, vương hiệu của bà có thêm khẩu hiệu ["Tanto monta"] biểu thị hôn ước vĩnh cữu. Sau khi chinh phục Granada năm 1492, vương hiệu của Isabel có thêm quả lựu ở góc chính diện phía dưới, bên dưới vương hiệu Nữ vương, vì Granada trong tiếng Tây Ban Nha có nghĩa là quả lựu.
Ngoài ra, còn có một vương hiệu khác có hình hai sư tử vàng, biểu thị sự trung tận của các lãnh chúa trung thành John II - cha của Isabel.

Vương hiệu của Isabel khi là Thân vương xứ Asturias (1468–1474)
Vương hiệu khi là Nữ vương (1474–1492)
Vương hiệu khi là Vương hậu kiêm Nữ vương, sau khi chinh phục Granada (1492–1504)
Vương hiệu hiếm có cặp đôi sư tử vàng (1492–1504)
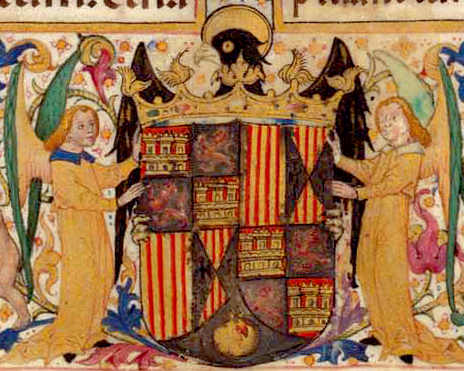
Vương hiệu từ năm 1495, Breviary of Isabella the Catholic

## Hậu duệ

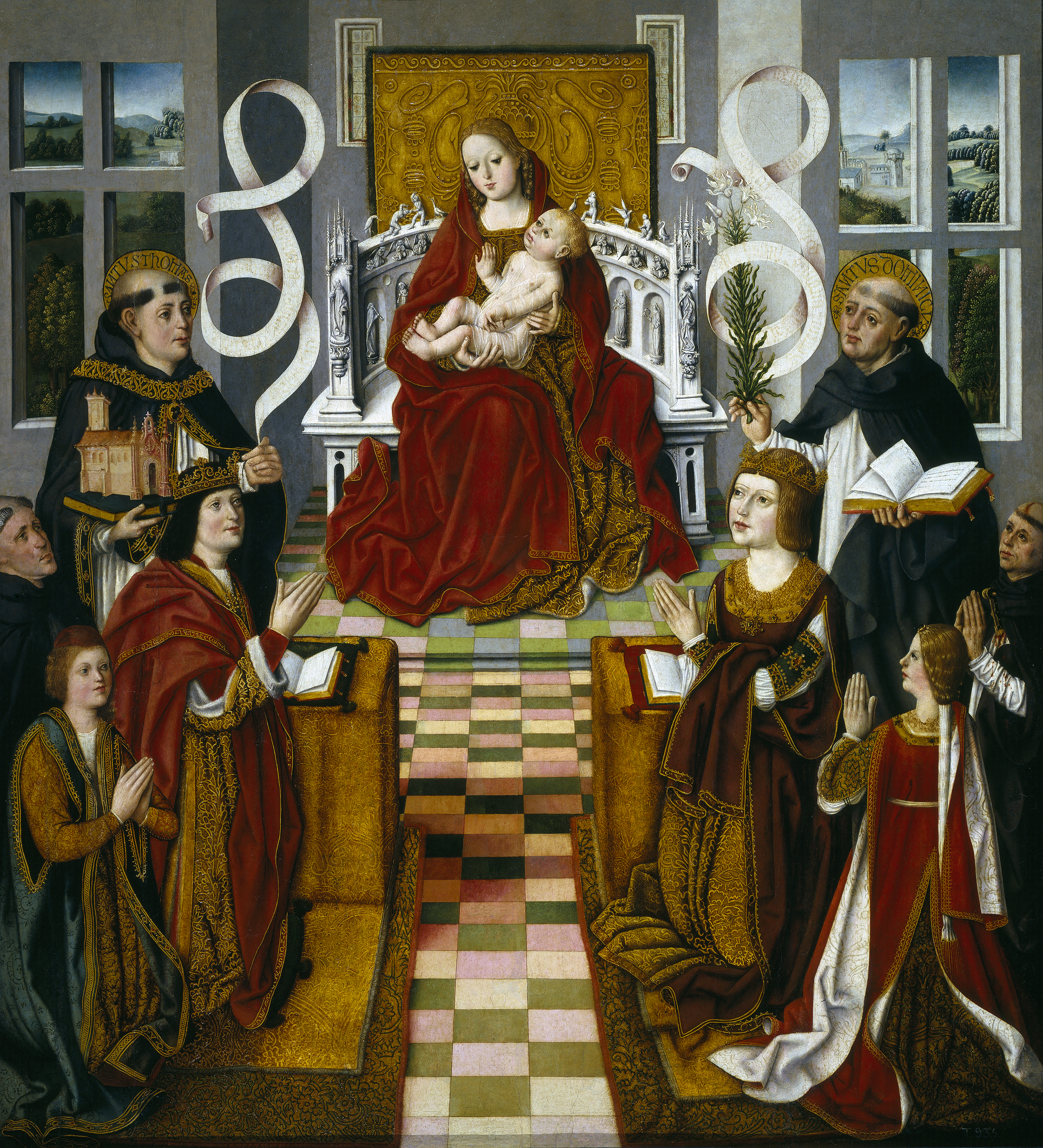
Bức tranh "La Virgen de los Reyes Católicos", thể hiện Song vương Ferrando và Isabel cùng hậu duệ của hai người.

Cuộc hôn nhân của Ferrando và Isabel có 5 người con, và từ 5 người con này mà hai người có rất nhiều hậu duệ. Theo đó, Ferdinand và Isabel liên tiếp sắp xếp các cuộc hôn nhân cho những người con này, đều là Quốc vương của một Vương quốc hoặc các nữ quý tộc có dòng dõi lớn. Trong một thời gian, rất nhiều hậu duệ của họ liên tiếp là Hoàng đế và Hoàng hậu, rồi Quốc vương và Vương hậu của rất nhiều quốc gia lớn nhỏ khác khắp Châu Âu, đặc biệt là thế hệ đời cháu đã khiến Ferdinand và Isabel trở thành cặp vợ chồng có tầm ảnh hưởng hậu duệ khắp Châu Âu đầu tiên trong lịch sử.
Điểm đặc biệt nhất, Ferdinand và Isabel đến tận thời điểm hiện tại vẫn là tổ tiên của rất nhiều gia tộc vương triều Châu Âu khác, đáng kể nhất có Felipe VI của Tây Ban Nha, Elizabeth II của Khối thịnh vượng chung, Albert II của Bỉ, Margrethe II của Đan Mạch, Harald V của Na Uy, Carl XVI Gustaf của Thụy Điển và Willem-Alexander của Hà Lan. Ngoài ra, nếu kể đến các Thân vương quốc, thì còn có Albert II của Monaco và Hans-Adam II của Liechtenstein.
| Tên                                      | Chân dung | Ngày sinh và ngày mất                               | Ghi chú |
| ---------------------------------------- | --------- | --------------------------------------------------- | --- |
| Đời con                                  |           |                                                     | |
| Isabel, Vương hậu Bồ Đào Nha             |           | 2 tháng 10 năm 1470 - 23 tháng 8 năm 1498 (27 tuổi) | Kết hôn với Afonso, Thân vương Bồ Đào Nha, sau tái hôn với Manuel I của Bồ Đào Nha. Sau cái chết của em trai, Juan, Thân vương xứ Asturias, bà với tư cách là người con lớn nhất được cha mẹ mình chọn làm Trữ quân, nhưng sau đó bà cũng mất ngay sau em trai Juan. Sinh một con trai, Miguel da Paz, Thân vương Portugal.                                                                                   |
| Juan, Thân vương xứ Asturias             |           | 30 tháng 6 năm 1478 - 4 tháng 10 năm 1497 (19 tuổi) | Con trai duy nhất của Ferrando và Isabel. Kết hôn với Margarete của Áo, con gái Hoàng đế Maximilian I của Thánh chế La Mã, sau khi Juan qua đời, Margaret trở thành Nữ Thống chế của chính quyền Hà Lan thuộc Áo. Không có hậu duệ. Margarete sinh ra một bé gái chết non sau khi Juan qua đời. |
| Juana I, Nữ vương của Castilla và Aragón |           | 6 tháng 11 năm 1479 – 12 tháng 4 năm 1555 (75 tuổi) | Trở thành Trữ quân sau khi chị cả Isabel qua đời. Kết hôn với Philipp el Hermoso, con trai của Hoàng đế Maximilian I của Thánh chế La Mã. Philipp trở thành Quốc vương của Castilla sau khi hợp pháp hóa quyền vị với tư cách là chồng của Nữ vương Juana. Sinh ra 6 người con, trong đó có Hoàng đế Karl V của Thánh chế La Mã.                                                                              |
| María, Vương hậu Bồ Đào Nha              |           | 29 tháng 6 năm 1482 - 7 tháng 3 năm 1517 (34 tuổi)  | Kết hôn với Manuel I của Bồ Đào Nha, sau khi chị cả Isabel qua đời. Ban đầu, bà được định hôn ước với Quốc vương James V của Scotland, nhưng sau cái chết của Isabel thì bà trở thành vợ kế của Manuel để giữ liên minh. Sinh ra 10 người con, trong đó có Quốc vương João III của Bồ Đào Nha, người thừa kế; và Isabel của Bồ Đào Nha - sau trở thành Hoàng hậu của Thánh chế La Mã, vợ của Hoàng đế Karl V. |
| Catalina, Vương hậu nước Anh             |           | 16 tháng 12 năm 1485 - 7 tháng 1, 1536 (50 tuổi)    | Kết hôn với Arthur, Thân vương xứ Wales, sau tái hôn với Henry VIII của Anh. Vì muốn ly hôn với bà để cưới Anne Boleyn, Vua Henry VIII đã ly khai khỏi Giáo hội Công giáo La Mã, thành lập nên Giáo hội Anh. Bà qua đời với tư cách là góa phụ của Thân vương Arthur. Sinh ra một người con gái, Mary I của Anh - sau này cưới Felipe II của Tây Ban Nha, con trai Hoàng đế Karl V của Thánh chế La Mã.       |

## Gia phả
| \| \| \| \| \| \| \| \| \| \| \| \| \| \| 16. Enrique II của Castilla \| \| \| \| \| \| \| \| \| \| \| \| \| \| \| \| \| \| \| \| \| \| \| \| \| \| \| \| \| \| \| \| \| \| \| \| \| \| \| \| \| \| \| \| \| \| \| \| \| \| \| \| \| \| \| \| \| \| \| \| 8. Juan I của Castilla[23] \| \| \| \| \| \| \| \| \| \| \| \| \| \| \| \| \| \| \| \| \| \| \| \| \| \| \| \| \| \| \| \| \| \| \| \| \| \| \| \| \| \| \| \| \| \| \| \| \| \| \| \| \| \| \| \| \| \| \| \| \| \| \| \| \| \| \| \| \| \| \| \| 17. Juana Manuel xứ Villena \| \| \| \| \| \| \| \| \| \| \| \| \| \| \| \| \| \| \| \| \| \| \| \| \| \| \| \| \| \| \| \| \| \| \| \| \| \| \| \| \| \| \| \| \| \| \| \| \| \| \| \| \| \| \| \| \| \| \| \| \| \| \| \| \| \| \| \| \| \| \| \| 4. Enrique III của Castilla[23] \| \| \| \| \| \| \| \| \| \| \| \| \| \| \| \| \| \| \| \| \| \| \| \| \| \| \| \| \| \| \| \| \| \| \| \| \| \| \| \| \| \| \| \| \| \| \| \| \| \| \| \| \| \| \| \| \| \| \| \| \| \| \| \| \| \| \| \| \| \| \| \| 18. Pero IV của Aragón \| \| \| \| \| \| \| \| \| \| \| \| \| \| \| \| \| \| \| \| \| \| \| \| \| \| \| \| \| \| \| \| \| \| \| \| \| \| \| \| \| \| \| \| \| \| \| \| \| \| \| \| \| \| \| \| \| \| \| \| \| \| \| \| \| \| \| \| \| \| \| \| 9. Alionor của Aragón[24] \| \| \| \| \| \| \| \| \| \| \| \| \| \| \| \| \| \| \| \| \| \| \| \| \| \| \| \| \| \| \| \| \| \| \| \| \| \| \| \| \| \| \| \| \| \| \| \| \| \| \| \| \| \| \| \| \| \| \| \| \| \| \| \| \| \| \| \| \| \| \| \| 19. Eleonora của Sicilia \| \| \| \| \| \| \| \| \| \| \| \| \| \| \| \| \| \| \| \| \| \| \| \| \| \| \| \| \| \| \| \| \| \| \| \| \| \| \| \| \| \| \| \| \| \| \| \| \| \| \| \| \| \| \| \| \| \| \| \| \| \| \| \| \| \| \| \| \| \| \| \| 2. Juan II của Castilla \| \| \| \| \| \| \| \| \| \| \| \| \| \| \| \| \| \| \| \| \| \| \| \| \| \| \| \| \| \| \| \| \| \| \| \| \| \| \| \| \| \| \| \| \| \| \| \| \| \| \| \| \| \| \| \| \| \| \| \| \| \| \| \| \| \| \| \| \| \| \| \| 20. Edward III của Anh \| \| \| \| \| \| \| \| \| \| \| \| \| \| \| \| \| \| \| \| \| \| \| \| \| \| \| \| \| \| \| \| \| \| \| \| \| \| \| \| \| \| \| \| \| \| \| \| \| \| \| \| \| \| \| \| \| \| \| \| \| \| \| \| \| \| \| \| \| \| \| \| 10. John xứ Gaunt[25] \| \| \| \| \| \| \| \| \| \| \| \| \| \| \| \| \| \| \| \| \| \| \| \| \| \| \| \| \| \| \| \| \| \| \| \| \| \| \| \| \| \| \| \| \| \| \| \| \| \| \| \| \| \| \| \| \| \| \| \| \| \| \| \| \| \| \| \| \| \| \| \| 21. Philippa xứ Hainault \| \| \| \| \| \| \| \| \| \| \| \| \| \| \| \| \| \| \| \| \| \| \| \| \| \| \| \| \| \| \| \| \| \| \| \| \| \| \| \| \| \| \| \| \| \| \| \| \| \| \| \| \| \| \| \| \| \| \| \| \| \| \| \| \| \| \| \| \| \| \| \| 5. Catherine của Lancaster[23] \| \| \| \| \| \| \| \| \| \| \| \| \| \| \| \| \| \| \| \| \| \| \| \| \| \| \| \| \| \| \| \| \| \| \| \| \| \| \| \| \| \| \| \| \| \| \| \| \| \| \| \| \| \| \| \| \| \| \| \| \| \| \| \| \| \| \| \| \| \| \| \| 22. Pedro I của Castilla \| \| \| \| \| \| \| \| \| \| \| \| \| \| \| \| \| \| \| \| \| \| \| \| \| \| \| \| \| \| \| \| \| \| \| \| \| \| \| \| \| \| \| \| \| \| \| \| \| \| \| \| \| \| \| \| \| \| \| \| \| \| \| \| \| \| \| \| \| \| \| \| 11. Constanza của Castilla [25] \| \| \| \| \| \| \| \| \| \| \| \| \| \| \| \| \| \| \| \| \| \| \| \| \| \| \| \| \| \| \| \| \| \| \| \| \| \| \| \| \| \| \| \| \| \| \| \| \| \| \| \| \| \| \| \| \| \| \| \| \| \| \| \| \| \| \| \| \| \| \| \| 23. María de Padilla \| \| \| \| \| \| \| \| \| \| \| \| \| \| \| \| \| \| \| \| \| \| \| \| \| \| \| \| \| \| \| \| \| \| \| \| \| \| \| \| \| \| \| \| \| \| \| \| \| \| \| \| \| \| \| \| \| \| \| \| \| \| \| \| \| \| \| \| \| \| \| \| 1. Isabel I của Castilla \| \| \| \| \| \| \| \| \| \| \| \| \| \| \| \| \| \| \| \| \| \| \| \| \| \| \| \| \| \| \| \| \| \| \| \| \| \| \| \| \| \| \| \| \| \| \| \| \| \| \| \| \| \| \| \| \| \| \| \| \| \| \| \| \| \| \| \| \| \| \| \| 24. Pedro I của Bồ Đào Nha \| \| \| \| \| \| \| \| \| \| \| \| \| \| \| \| \| \| \| \| \| \| \| \| \| \| \| \| \| \| \| \| \| \| \| \| \| \| \| \| \| \| \| \| \| \| \| \| \| \| \| \| \| \| \| \| \| \| \| \| \| \| \| \| \| \| \| \| \| \| \| \| 12. João I của Bồ Đào Nha (= 26) [26] \| \| \| \| \| \| \| \| \| \| \| \| \| \| \| \| \| \| \| \| \| \| \| \| \| \| \| \| \| \| \| \| \| \| \| \| \| \| \| \| \| \| \| \| \| \| \| \| \| \| \| \| \| \| \| \| \| \| \| \| \| \| \| \| \| \| \| \| \| \| \| \| 25. Teresa Lourenço \| \| \| \| \| \| \| \| \| \| \| \| \| \| \| \| \| \| \| \| \| \| \| \| \| \| \| \| \| \| \| \| \| \| \| \| \| \| \| \| \| \| \| \| \| \| \| \| \| \| \| \| \| \| \| \| \| \| \| \| \| \| \| \| \| \| \| \| \| \| \| \| 6. João của Bồ Đào Nha[26] \| \| \| \| \| \| \| \| \| \| \| \| \| \| \| \| \| \| \| \| \| \| \| \| \| \| \| \| \| \| \| \| \| \| \| \| \| \| \| \| \| \| \| \| \| \| \| \| \| \| \| \| \| \| \| \| \| \| \| \| \| \| \| \| \| \| \| \| \| \| \| \| 26. John xứ Gaunt (= 10) \| \| \| \| \| \| \| \| \| \| \| \| \| \| \| \| \| \| \| \| \| \| \| \| \| \| \| \| \| \| \| \| \| \| \| \| \| \| \| \| \| \| \| \| \| \| \| \| \| \| \| \| \| \| \| \| \| \| \| \| \| \| \| \| \| \| \| \| \| \| \| \| 13. Philippa của Lancaster (= 27) [a] \| \| \| \| \| \| \| \| \| \| \| \| \| \| \| \| \| \| \| \| \| \| \| \| \| \| \| \| \| \| \| \| \| \| \| \| \| \| \| \| \| \| \| \| \| \| \| \| \| \| \| \| \| \| \| \| \| \| \| \| \| \| \| \| \| \| \| \| \| \| \| \| 27. Blanche xứ Lancaster (= 11) \| \| \| \| \| \| \| \| \| \| \| \| \| \| \| \| \| \| \| \| \| \| \| \| \| \| \| \| \| \| \| \| \| \| \| \| \| \| \| \| \| \| \| \| \| \| \| \| \| \| \| \| \| \| \| \| \| \| \| \| \| \| \| \| \| \| \| \| \| \| \| \| 3. Isabel của Bồ Đào Nha \| \| \| \| \| \| \| \| \| \| \| \| \| \| \| \| \| \| \| \| \| \| \| \| \| \| \| \| \| \| \| \| \| \| \| \| \| \| \| \| \| \| \| \| \| \| \| \| \| \| \| \| \| \| \| \| \| \| \| \| \| \| \| \| \| \| \| \| \| \| \| \| 28. João I của Bồ Đào Nha \| \| \| \| \| \| \| \| \| \| \| \| \| \| \| \| \| \| \| \| \| \| \| \| \| \| \| \| \| \| \| \| \| \| \| \| \| \| \| \| \| \| \| \| \| \| \| \| \| \| \| \| \| \| \| \| \| \| \| \| \| \| \| \| \| \| \| \| \| \| \| \| 14. Afonso I xứ Bragança [28] \| \| \| \| \| \| \| \| \| \| \| \| \| \| \| \| \| \| \| \| \| \| \| \| \| \| \| \| \| \| \| \| \| \| \| \| \| \| \| \| \| \| \| \| \| \| \| \| \| \| \| \| \| \| \| \| \| \| \| \| \| \| \| \| \| \| \| \| \| \| \| \| 29. Inês Pires \| \| \| \| \| \| \| \| \| \| \| \| \| \| \| \| \| \| \| \| \| \| \| \| \| \| \| \| \| \| \| \| \| \| \| \| \| \| \| \| \| \| \| \| \| \| \| \| \| \| \| \| \| \| \| \| \| \| \| \| \| \| \| \| \| \| \| \| \| \| \| \| 7. Isabel xứ Barcelos[28] \| \| \| \| \| \| \| \| \| \| \| \| \| \| \| \| \| \| \| \| \| \| \| \| \| \| \| \| \| \| \| \| \| \| \| \| \| \| \| \| \| \| \| \| \| \| \| \| \| \| \| \| \| \| \| \| \| \| \| \| \| \| \| \| \| \| \| \| \| \| \| \| 30. Nuno Álvares Pereira \| \| \| \| \| \| \| \| \| \| \| \| \| \| \| \| \| \| \| \| \| \| \| \| \| \| \| \| \| \| \| \| \| \| \| \| \| \| \| \| \| \| \| \| \| \| \| \| \| \| \| \| \| \| \| \| \| \| \| \| \| \| \| \| \| \| \| \| \| \| \| \| 15. Beatriz Pereira de Alvim [28] \| \| \| \| \| \| \| \| \| \| \| \| \| \| \| \| \| \| \| \| \| \| \| \| \| \| \| \| \| \| \| \| \| \| \| \| \| \| \| \| \| \| \| \| \| \| \| \| \| \| \| \| \| \| \| \| \| \| \| \| \| \| \| \| \| \| \| \| \| \| \| \| 31. Leonor de Alvim \| \| \| \| \| \| \| \| \| \| \| \| \| \| \| \| \| \| \| \| \| \| \| \| \| \| \| \| \| \| \| \| \| \| \| \| \| \| \| \| \| \| \| \| \| \| \| \| \| \| \| \| |                                   |  |  |  |  |  |  |  |  |  |  |  |                             |  |  |  |
| |                                   |  |  |  |  |  |  |  |  |  |  |  | 16. Enrique II của Castilla |  |  |  |
| |                                   |  |  |  |  |  |  |  |  |  |  |  |                             |  |  |  |
| |                                   |  |  |  |  |  |  |  |  |  |  |  |                             |  |  |  |
| |                                   |  |  |  |  |  |  |  |  |  |  |  |                             |  |  |  |
| | 8. Juan I của Castilla            |  |  |  |  |  |  |  |  |  |  |  |                             |  |  |  |
| |                                   |  |  |  |  |  |  |  |  |  |  |  |                             |  |  |  |
| |                                   |  |  |  |  |  |  |  |  |  |  |  |                             |  |  |  |
| |                                   |  |  |  |  |  |  |  |  |  |  |  |                             |  |  |  |
| | 17. Juana Manuel xứ Villena       |  |  |  |  |  |  |  |  |  |  |  |                             |  |  |  |
| |                                   |  |  |  |  |  |  |  |  |  |  |  |                             |  |  |  |
| |                                   |  |  |  |  |  |  |  |  |  |  |  |                             |  |  |  |
| |                                   |  |  |  |  |  |  |  |  |  |  |  |                             |  |  |  |
| | 4. Enrique III của Castilla       |  |  |  |  |  |  |  |  |  |  |  |                             |  |  |  |
| |                                   |  |  |  |  |  |  |  |  |  |  |  |                             |  |  |  |
| |                                   |  |  |  |  |  |  |  |  |  |  |  |                             |  |  |  |
| |                                   |  |  |  |  |  |  |  |  |  |  |  |                             |  |  |  |
| | 18. Pero IV của Aragón            |  |  |  |  |  |  |  |  |  |  |  |                             |  |  |  |
| |                                   |  |  |  |  |  |  |  |  |  |  |  |                             |  |  |  |
| |                                   |  |  |  |  |  |  |  |  |  |  |  |                             |  |  |  |
| |                                   |  |  |  |  |  |  |  |  |  |  |  |                             |  |  |  |
| | 9. Alionor của Aragón             |  |  |  |  |  |  |  |  |  |  |  |                             |  |  |  |
| |                                   |  |  |  |  |  |  |  |  |  |  |  |                             |  |  |  |
| |                                   |  |  |  |  |  |  |  |  |  |  |  |                             |  |  |  |
| |                                   |  |  |  |  |  |  |  |  |  |  |  |                             |  |  |  |
| | 19. Eleonora của Sicilia          |  |  |  |  |  |  |  |  |  |  |  |                             |  |  |  |
| |                                   |  |  |  |  |  |  |  |  |  |  |  |                             |  |  |  |
| |                                   |  |  |  |  |  |  |  |  |  |  |  |                             |  |  |  |
| |                                   |  |  |  |  |  |  |  |  |  |  |  |                             |  |  |  |
| | 2. Juan II của Castilla           |  |  |  |  |  |  |  |  |  |  |  |                             |  |  |  |
| |                                   |  |  |  |  |  |  |  |  |  |  |  |                             |  |  |  |
| |                                   |  |  |  |  |  |  |  |  |  |  |  |                             |  |  |  |
| |                                   |  |  |  |  |  |  |  |  |  |  |  |                             |  |  |  |
| | 20. Edward III của Anh            |  |  |  |  |  |  |  |  |  |  |  |                             |  |  |  |
| |                                   |  |  |  |  |  |  |  |  |  |  |  |                             |  |  |  |
| |                                   |  |  |  |  |  |  |  |  |  |  |  |                             |  |  |  |
| |                                   |  |  |  |  |  |  |  |  |  |  |  |                             |  |  |  |
| | 10. John xứ Gaunt                 |  |  |  |  |  |  |  |  |  |  |  |                             |  |  |  |
| |                                   |  |  |  |  |  |  |  |  |  |  |  |                             |  |  |  |
| |                                   |  |  |  |  |  |  |  |  |  |  |  |                             |  |  |  |
| |                                   |  |  |  |  |  |  |  |  |  |  |  |                             |  |  |  |
| | 21. Philippa xứ Hainault          |  |  |  |  |  |  |  |  |  |  |  |                             |  |  |  |
| |                                   |  |  |  |  |  |  |  |  |  |  |  |                             |  |  |  |
| |                                   |  |  |  |  |  |  |  |  |  |  |  |                             |  |  |  |
| |                                   |  |  |  |  |  |  |  |  |  |  |  |                             |  |  |  |
| | 5. Catherine của Lancaster        |  |  |  |  |  |  |  |  |  |  |  |                             |  |  |  |
| |                                   |  |  |  |  |  |  |  |  |  |  |  |                             |  |  |  |
| |                                   |  |  |  |  |  |  |  |  |  |  |  |                             |  |  |  |
| |                                   |  |  |  |  |  |  |  |  |  |  |  |                             |  |  |  |
| | 22. Pedro I của Castilla          |  |  |  |  |  |  |  |  |  |  |  |                             |  |  |  |
| |                                   |  |  |  |  |  |  |  |  |  |  |  |                             |  |  |  |
| |                                   |  |  |  |  |  |  |  |  |  |  |  |                             |  |  |  |
| |                                   |  |  |  |  |  |  |  |  |  |  |  |                             |  |  |  |
| | 11. Constanza của Castilla        |  |  |  |  |  |  |  |  |  |  |  |                             |  |  |  |
| |                                   |  |  |  |  |  |  |  |  |  |  |  |                             |  |  |  |
| |                                   |  |  |  |  |  |  |  |  |  |  |  |                             |  |  |  |
| |                                   |  |  |  |  |  |  |  |  |  |  |  |                             |  |  |  |
| | 23. María de Padilla              |  |  |  |  |  |  |  |  |  |  |  |                             |  |  |  |
| |                                   |  |  |  |  |  |  |  |  |  |  |  |                             |  |  |  |
| |                                   |  |  |  |  |  |  |  |  |  |  |  |                             |  |  |  |
| |                                   |  |  |  |  |  |  |  |  |  |  |  |                             |  |  |  |
| | 1. Isabel I của Castilla          |  |  |  |  |  |  |  |  |  |  |  |                             |  |  |  |
| |                                   |  |  |  |  |  |  |  |  |  |  |  |                             |  |  |  |
| |                                   |  |  |  |  |  |  |  |  |  |  |  |                             |  |  |  |
| |                                   |  |  |  |  |  |  |  |  |  |  |  |                             |  |  |  |
| | 24. Pedro I của Bồ Đào Nha        |  |  |  |  |  |  |  |  |  |  |  |                             |  |  |  |
| |                                   |  |  |  |  |  |  |  |  |  |  |  |                             |  |  |  |
| |                                   |  |  |  |  |  |  |  |  |  |  |  |                             |  |  |  |
| |                                   |  |  |  |  |  |  |  |  |  |  |  |                             |  |  |  |
| | 12. João I của Bồ Đào Nha (= 26)  |  |  |  |  |  |  |  |  |  |  |  |                             |  |  |  |
| |                                   |  |  |  |  |  |  |  |  |  |  |  |                             |  |  |  |
| |                                   |  |  |  |  |  |  |  |  |  |  |  |                             |  |  |  |
| |                                   |  |  |  |  |  |  |  |  |  |  |  |                             |  |  |  |
| | 25. Teresa Lourenço               |  |  |  |  |  |  |  |  |  |  |  |                             |  |  |  |
| |                                   |  |  |  |  |  |  |  |  |  |  |  |                             |  |  |  |
| |                                   |  |  |  |  |  |  |  |  |  |  |  |                             |  |  |  |
| |                                   |  |  |  |  |  |  |  |  |  |  |  |                             |  |  |  |
| | 6. João của Bồ Đào Nha            |  |  |  |  |  |  |  |  |  |  |  |                             |  |  |  |
| |                                   |  |  |  |  |  |  |  |  |  |  |  |                             |  |  |  |
| |                                   |  |  |  |  |  |  |  |  |  |  |  |                             |  |  |  |
| |                                   |  |  |  |  |  |  |  |  |  |  |  |                             |  |  |  |
| | 26. John xứ Gaunt (= 10)          |  |  |  |  |  |  |  |  |  |  |  |                             |  |  |  |
| |                                   |  |  |  |  |  |  |  |  |  |  |  |                             |  |  |  |
| |                                   |  |  |  |  |  |  |  |  |  |  |  |                             |  |  |  |
| |                                   |  |  |  |  |  |  |  |  |  |  |  |                             |  |  |  |
| | 13. Philippa của Lancaster (= 27) |  |  |  |  |  |  |  |  |  |  |  |                             |  |  |  |
| |                                   |  |  |  |  |  |  |  |  |  |  |  |                             |  |  |  |
| |                                   |  |  |  |  |  |  |  |  |  |  |  |                             |  |  |  |
| |                                   |  |  |  |  |  |  |  |  |  |  |  |                             |  |  |  |
| | 27. Blanche xứ Lancaster (= 11)   |  |  |  |  |  |  |  |  |  |  |  |                             |  |  |  |
| |                                   |  |  |  |  |  |  |  |  |  |  |  |                             |  |  |  |
| |                                   |  |  |  |  |  |  |  |  |  |  |  |                             |  |  |  |
| |                                   |  |  |  |  |  |  |  |  |  |  |  |                             |  |  |  |
| | 3. Isabel của Bồ Đào Nha          |  |  |  |  |  |  |  |  |  |  |  |                             |  |  |  |
| |                                   |  |  |  |  |  |  |  |  |  |  |  |                             |  |  |  |
| |                                   |  |  |  |  |  |  |  |  |  |  |  |                             |  |  |  |
| |                                   |  |  |  |  |  |  |  |  |  |  |  |                             |  |  |  |
| | 28. João I của Bồ Đào Nha         |  |  |  |  |  |  |  |  |  |  |  |                             |  |  |  |
| |                                   |  |  |  |  |  |  |  |  |  |  |  |                             |  |  |  |
| |                                   |  |  |  |  |  |  |  |  |  |  |  |                             |  |  |  |
| |                                   |  |  |  |  |  |  |  |  |  |  |  |                             |  |  |  |
| | 14. Afonso I xứ Bragança          |  |  |  |  |  |  |  |  |  |  |  |                             |  |  |  |
| |                                   |  |  |  |  |  |  |  |  |  |  |  |                             |  |  |  |
| |                                   |  |  |  |  |  |  |  |  |  |  |  |                             |  |  |  |
| |                                   |  |  |  |  |  |  |  |  |  |  |  |                             |  |  |  |
| | 29. Inês Pires                    |  |  |  |  |  |  |  |  |  |  |  |                             |  |  |  |
| |                                   |  |  |  |  |  |  |  |  |  |  |  |                             |  |  |  |
| |                                   |  |  |  |  |  |  |  |  |  |  |  |                             |  |  |  |
| |                                   |  |  |  |  |  |  |  |  |  |  |  |                             |  |  |  |
| | 7. Isabel xứ Barcelos             |  |  |  |  |  |  |  |  |  |  |  |                             |  |  |  |
| |                                   |  |  |  |  |  |  |  |  |  |  |  |                             |  |  |  |
| |                                   |  |  |  |  |  |  |  |  |  |  |  |                             |  |  |  |
| |                                   |  |  |  |  |  |  |  |  |  |  |  |                             |  |  |  |
| | 30. Nuno Álvares Pereira          |  |  |  |  |  |  |  |  |  |  |  |                             |  |  |  |
| |                                   |  |  |  |  |  |  |  |  |  |  |  |                             |  |  |  |
| |                                   |  |  |  |  |  |  |  |  |  |  |  |                             |  |  |  |
| |                                   |  |  |  |  |  |  |  |  |  |  |  |                             |  |  |  |
| | 15. Beatriz Pereira de Alvim      |  |  |  |  |  |  |  |  |  |  |  |                             |  |  |  |
| |                                   |  |  |  |  |  |  |  |  |  |  |  |                             |  |  |  |
| |                                   |  |  |  |  |  |  |  |  |  |  |  |                             |  |  |  |
| |                                   |  |  |  |  |  |  |  |  |  |  |  |                             |  |  |  |
| | 31. Leonor de Alvim               |  |  |  |  |  |  |  |  |  |  |  |                             |  |  |  |
| |                                   |  |  |  |  |  |  |  |  |  |  |  |                             |  |  |  |
| |                                   |  |  |  |  |  |  |  |  |  |  |  |                             |  |  |  |

## Hình ảnh

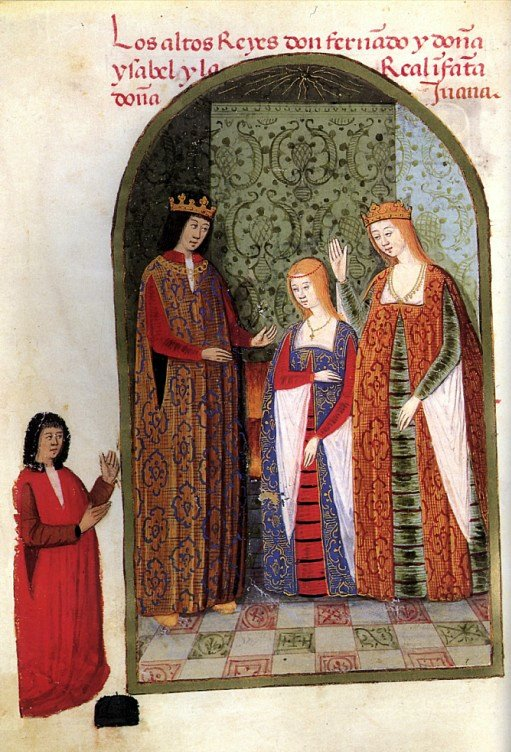
Isabel và Fernando cùng với người con gái, Juana
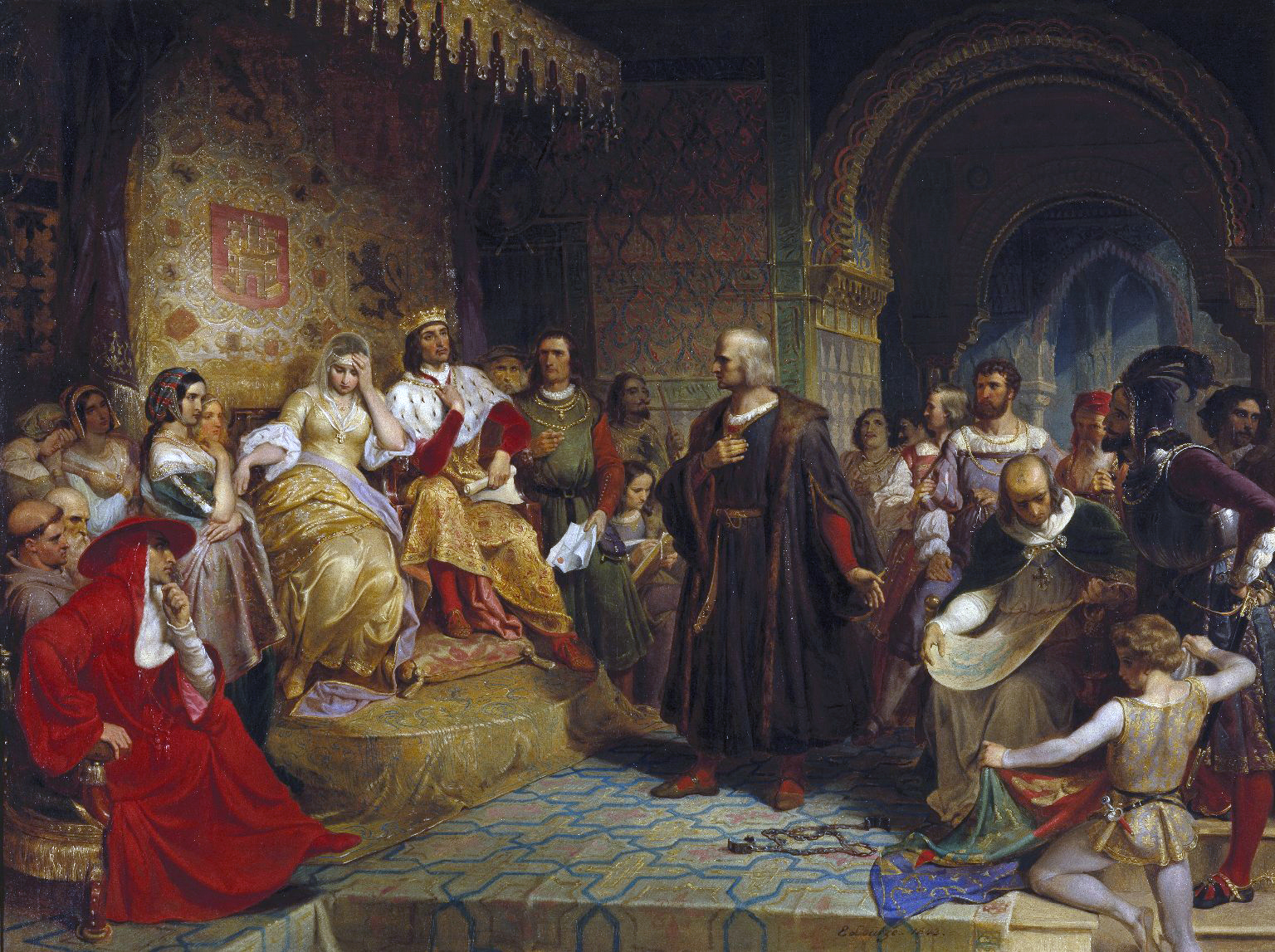
Isabel gặp gỡ Cristoforo Colombo
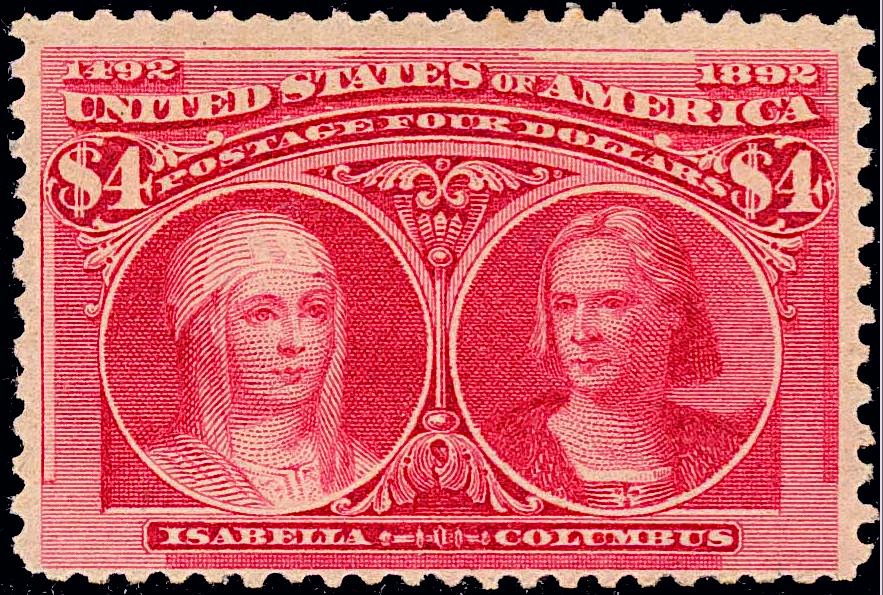
Hình chân dung Isabel cùng Columbus trong con tem của Mỹ, năm 1893
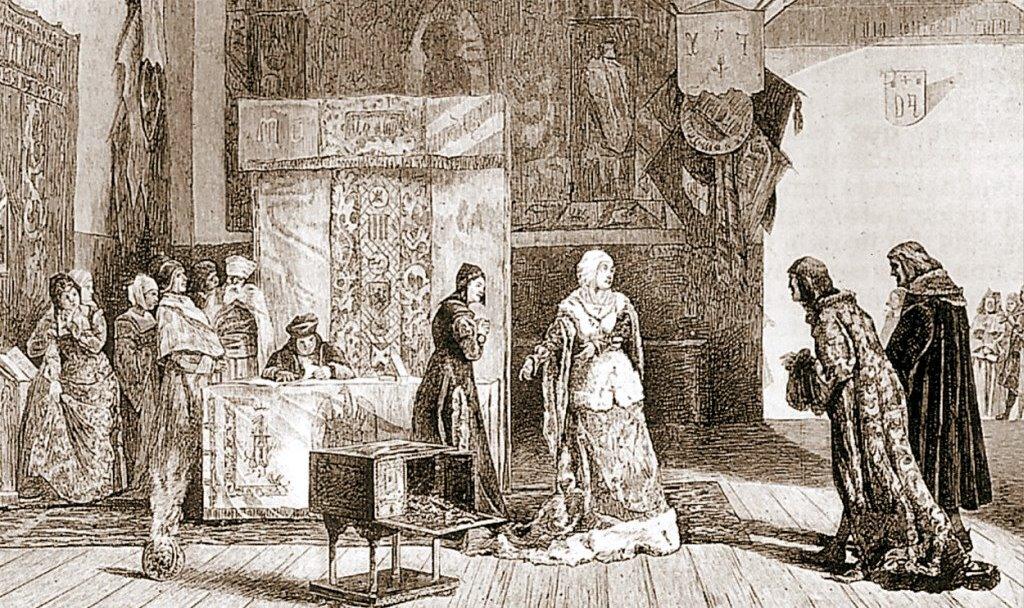
Bản khắc gỗ của Isabella, diễn tả việc bà quyên góp trang sức góp kinh phí cho cuộc thám hiểm của Columbus
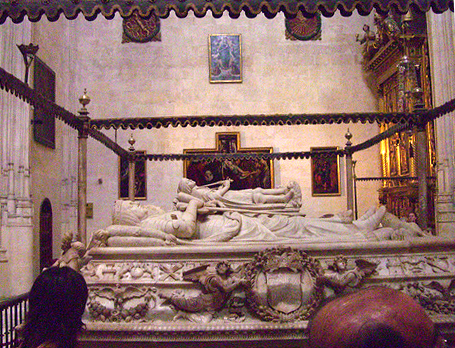
Lăng mộ của Isabella và Ferdinand tại La Capilla Real, Granada
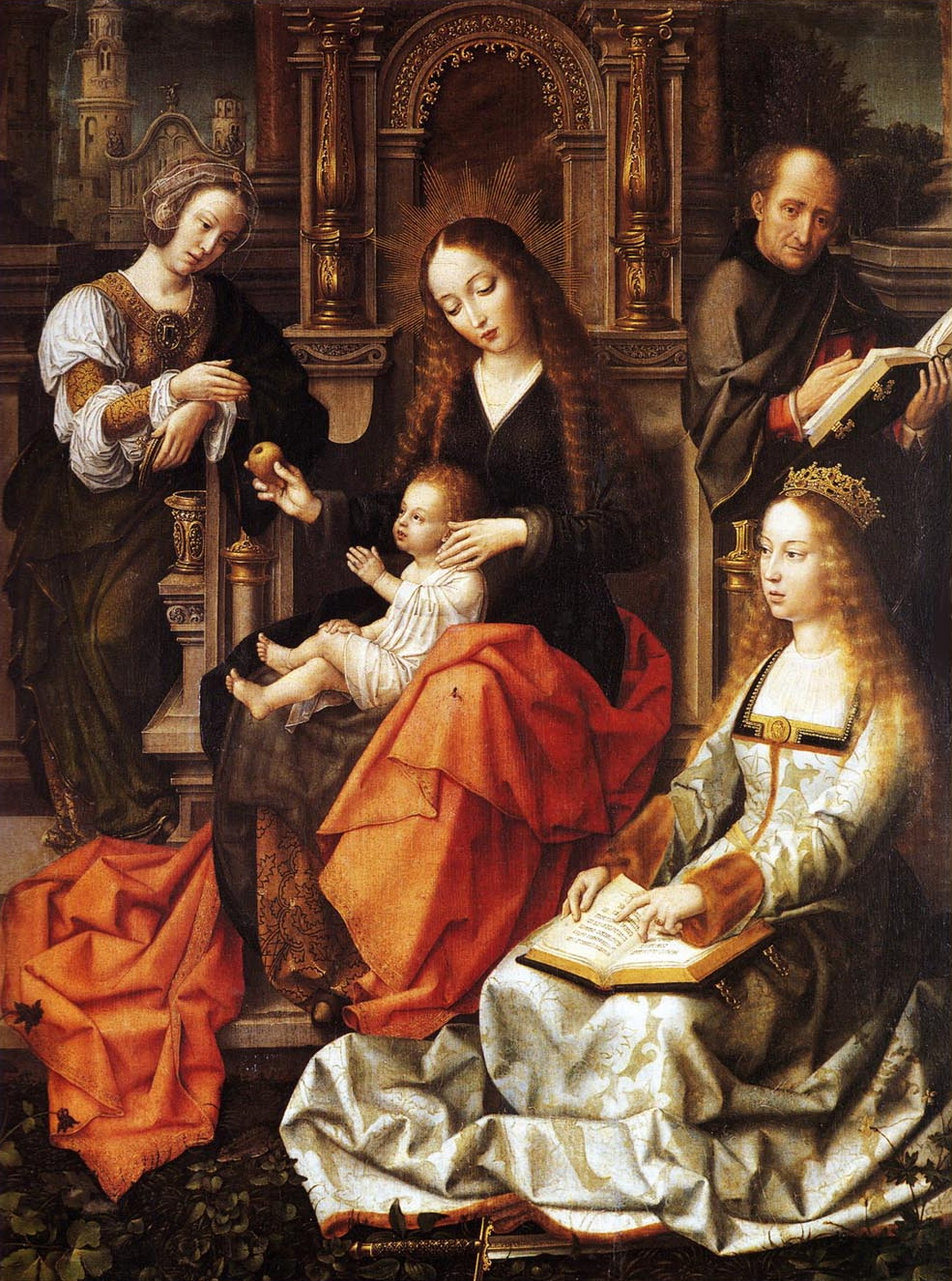
Bức tranh Virgen de la mosca, giả thiết cho rằng người ở góc phải là Isabel the Catholic
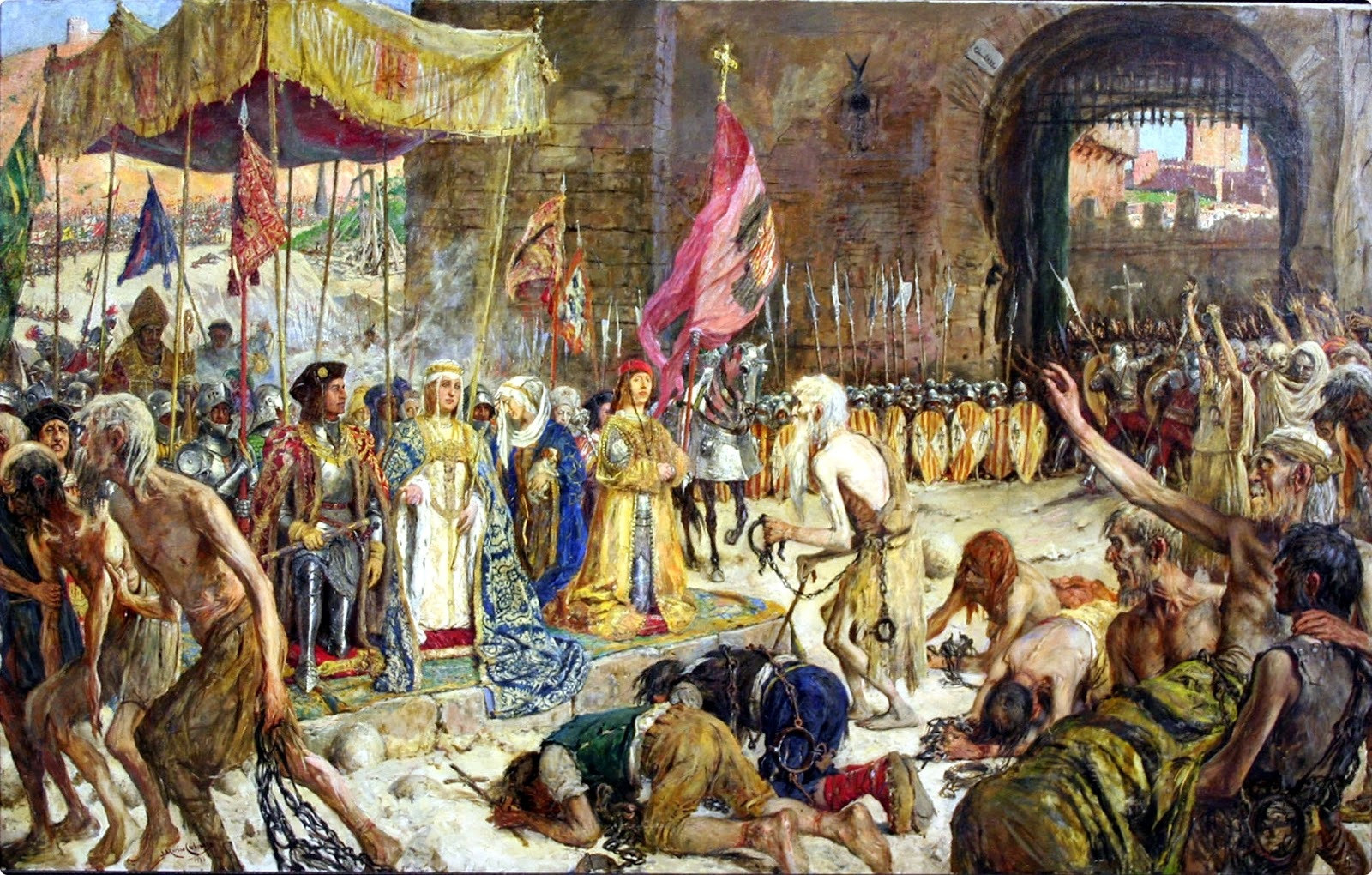
Tranh vẽ Quân chủ Công giáo nhận sự sùng bái của nô lệ sau Cuộc vây hãm Málaga năm 1487, vẽ bởi José Moreno Carbonero